# Asclepias erosa
Asclepias erosa är en oleanderväxtart som beskrevs av John Torrey. Asclepias erosa ingår i släktet sidenörter, och familjen oleanderväxter. Inga underarter finns listade i Catalogue of Life.